# Etobema rotundata
Etobema rotundata är en fjärilsart som beskrevs av Rothschild 1915. Etobema rotundata ingår i släktet Etobema och familjen tofsspinnare. Inga underarter finns listade i Catalogue of Life.